# Hellenic Petroleum
Hellenic Petroleum (en grec : Ελληνικά Πετρέλαια / Elliniká Petrélea) est une société pétrolière grecque. Son nom abrégé est Elpe. Elle couvre l'ensemble des activités de la filière, et est productrice d'électricité à partir d'hydrocarbures. Elle occupe la première place dans son secteur en Grèce, et est la sixième valeur de l'Athex 20, le principal indice boursier de la bourse d'Athènes.

## Historique
En 1975, l'État grec fonde l'Entreprise publique de pétrole (DEP en abrégé, en grec Δημόσια Επιχείρηση Πετρελαίου). Le gouvernement grec souhaite disposer d'un outil national pour toute découverte et exploitation d'hydrocarbures dans le pays, ressources stratégiques et garantes d'indépendance. Jusqu'alors, le pétrole était exploité par des compagnies étrangères, depuis la première découverte en 1903. La découverte d'or noir dans la région de Thasos servira de démarrage à l'Entreprise publique de pétrole. Dans le même temps, le gouvernement pris le contrôle de toutes les activités du secteur, au profit de DEP, qui devint une société intégrée : exploration-production, raffinage (à Aspropyrgos et Thessalonique), distribution via les stations-service Eko (anciennement Esso). DEP devient ainsi le partenaire incontournable de toutes les nouvelles opérations d'exploration-production en Grèce réalisée en partenariat avec des sociétés étrangères. La production était toutefois modeste, avec 25 000 barils par jour, pour décliner à 14 000 dans les années 1990.
En 1998, la société est privatisée, via une introduction en bourse de 23 % de son capital, à la fois à Londres et à Athènes. À cette occasion l'entreprise est rebaptisée Hellenic Petroleum.
Le tournant de la privatisation permert au pétrolier grec d'accroître sa diversification, avec Poseidon Maritime Company, et de sa lancer à l'international. L'énergéticien poursuit son renforcement en Grèce, en acquérant en 2003 Petrola Hellas, second raffineur national, propriété du groupe privé Latsis : l'État diminue sa part au profit du vendeur qui devient actionnaire à hauteur de 16,5 % de Hellenic Petroleum.
Hellenic Petroleum a poursuivi ses opérations impliquant du pétrole brut russe malgré l'invasion russe de l'Ukraine en 2022, qui a suscité une condamnation internationale généralisée et des sanctions économiques contre la Russie. Bien que l'entreprise ait cherché des fournisseurs alternatifs, tels que l'Arabie saoudite, le pétrole brut russe représentait encore environ 15 % de son approvisionnement au cours du second semestre 2021,. Selon une recherche menée par la Yale School of Management, qui évalue les réponses des entreprises à l'invasion, Hellenic Petroleum est classée dans la catégorie "Grade D" de "Suspension des nouveaux investissements/développements". Cette classification indique que l'entreprise a reporté de futurs investissements ou développements, mais qu'elle continue ses opérations commerciales substantielles impliquant du pétrole russe. Cette position a suscité des critiques, car elle maintient des liens économiques avec la Russie, un pays engagé dans des actions agressives ayant entraîné de graves crises humanitaires et des victimes civiles en Ukraine.

## Développement international
Le développement à l'étranger de Hellenic Petroleum a été très rapide. Il se base sur des participations souvent indirectes, via ses propres filiales internationales. Si la société a saisi les dernières opportunités de privatisations régionales ou de croissance externe, elle s'est aussi beaucoup implantée par croissance interne.
La présence de Hellenic Petroleum couvre pour l'essentiel les Balkans. L'entreprise grecque entame sa présence en Albanie depuis 1999, pour importer et la distribuer des hydrocarbures.
2002 marque le tournant pour Hellenic Petroleum. L'entreprise achète 54,5 % du capital de la société publique monténégrine Jugopetrol, avec sa raffinerie. Elle reprend les activités de distribution, lubrifiants et stockage de BP à Chypre sous le nom de Hellenic Petroleum Cyprus. Elle s'implante en Bulgarie et en Serbie dans la distribution d'essence. L'expansion régionale se poursuit avec l'acquisition de la raffinerie d'Okta en Macédoine, fin 2004.
Hors des Balkans, Hellenic Petroleum est présente en Géorgie dans toutes les activités : distribution, lubrifiants, importation et exportation de produits pétroliers et pétrochimiques. Cette présence est antérieure à la privatisation de l'énergéticien grec, en 1995, car elle est née d'un partenariat avec des établissements locaux.